# WDR5
WDR5‏ (WD repeat-containing protein 5) هوَ بروتين يُشَفر بواسطة جين WDR5 في الإنسان.
يُشفِّر هذا الجين بروتينًا من عائلة بروتينات تكرار WD. تُعد تكرارات WD مناطق محفوظة بشكل طفيف لحوالي 40 حمضًا أمينيًا، عادةً ما تكون مُحاطة بـ gly-his وtrp-asp (GH-WD)، مما قد يُسهِّل تكوين مُركَّبات ثلاثية غير متجانسة أو مُتعددة البروتينات. تشارك أعضاء هذه العائلة في مجموعة مُتنوعة من العمليات الخلوية، بما في ذلك تطور دورة الخلية، ونقل الإشارة، وموت الخلايا المبرمج، وتنظيم الجينات. يحتوي هذا البروتين على 7 تكرارات WD. وقد تم تحديد مُتغيرات النسخ المُوصلة بشكل مُتبادل والتي تُشفِّر نفس البروتين.

## التفاعل
لقد ثبت أن WDR5 يتفاعل مع عامل الخلية المضيفة C1 وMLL. كما يتفاعل أيضًا مع رنا الطويل غير المشفر HOTTIP ومع lncRNA NeST.  WDR5 هو عامل رئيسي في تجنيد MYC للكروماتين.